# Afrixalus equatorialis
Az Afrixalus equatorialis  a kétéltűek (Amphibia) osztályába, a békák (Anura) rendjébe és a mászóbékafélék (Hyperoliidae) családjába tartozó faj.

## Előfordulása
A Kongó-medence középső részén, a Kongói Demokratikus Köztársaság területén honos. A természetes élőhelyei, szubtrópusi vagy trópusi nedves síkvidéki erdők, mocsarak és édesvízi mocsarak.

## Megjelenése
A hím testhossza 25–34 milliméter, a nőstényé 30–38 milliméter.

## Külső hivatkozás
- Képek az interneten a nembe tartozó fajokról